# Chasseurs-cueilleurs ouest-africains

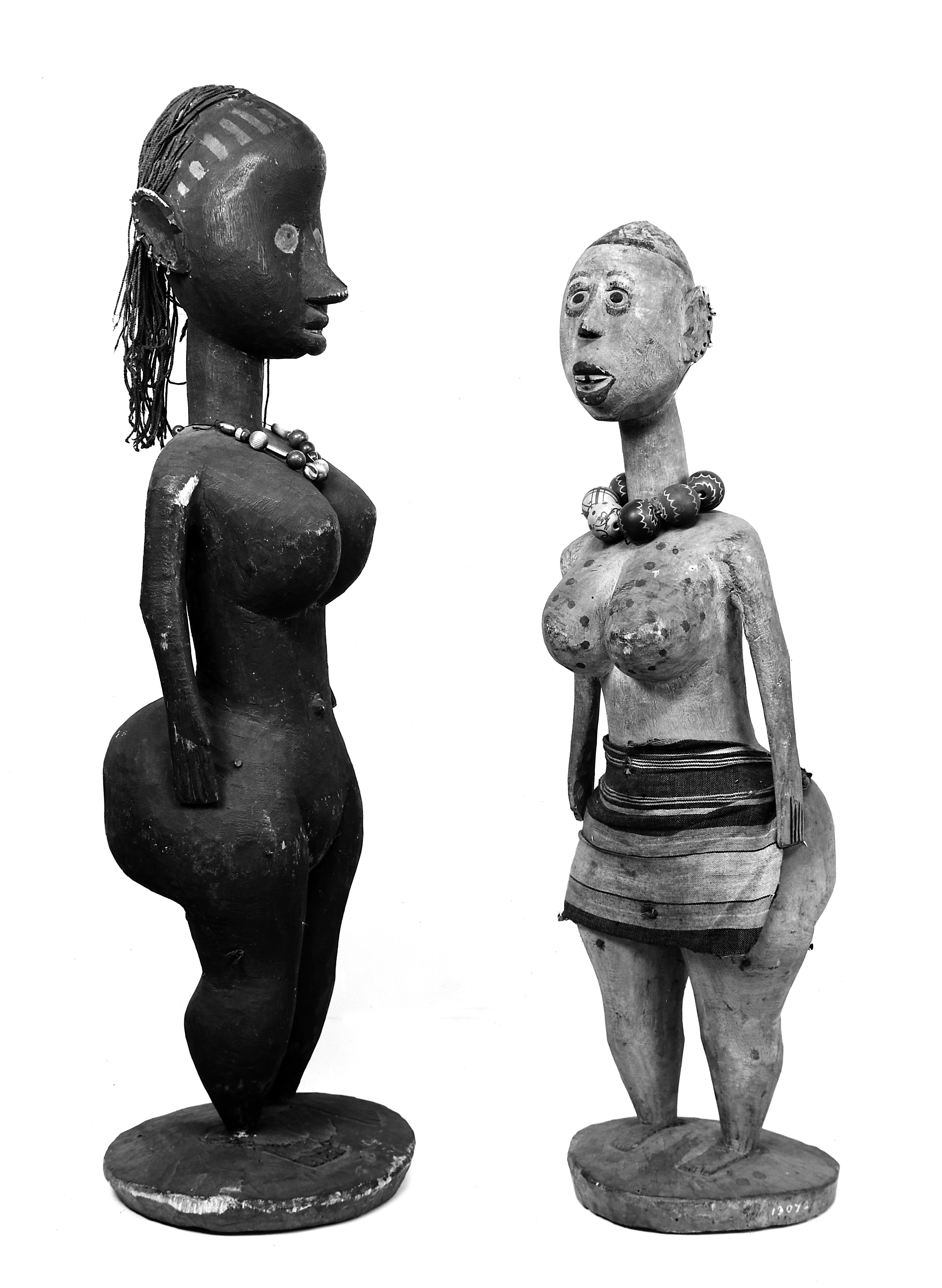
Représentations de chasseurs-cueilleurs ouest-africains de la région du Dahomey au Bénin

Les chasseurs-cueilleurs d'Afrique de l'Ouest sont associés archéologiquement à la culture microlithique d'Afrique de l'Ouest. Ils auraient remplacé au Paléolithique supérieur des populations associées à une industrie lithique plus archaïque, avant d'être absorbés au cours du Néolithique et de l'Âge du fer par les populations d'agriculteurs. Ils pourraient être apparentés aux Pygmées d'Afrique centrale.
Avant 30 050 avant J.-C., les chasseurs-cueilleurs d'Afrique de l'Ouest vivent dans les forêts de l'Afrique centrale occidentale (par exemple, avant 30 050 avant J.-C. à Shum Laka, 10 050 avant J.-C. au Cratère de Mbi). Entre 14 050 avant J.-C. et 10 050 avant J.-C., ils commencent à habiter les régions forestières de l'est et du centre de l'Afrique de l'Ouest (comme le Ghana, la Côte d'Ivoire, le Nigeria; entre 16 050 avant J.-C. et 11 050 avant J.-C. à Temet West et Asokrochona dans le sud du Ghana, 11 100 ± 230 avant J.-C. à Bingerville dans le sud de la Côte d'Ivoire, 9250 ± 200 avant J.-C. à Iwo Eleru au Nigeria). Les chasseurs-cueilleurs d'Afrique de l'Ouest résident sur les sites nigérians d'Iwo Eleru et de Rop, sur le site ivoirien de Bingerville, sur le site camerounais de Shum Laka, sur le site malien d'Ounjougou et sur les sites sénégalais de Fatandi et de Toumboura.
Avant l'Holocène, les chasseurs-cueilleurs d'Afrique de l'Ouest sont probablement les seuls occupants des savanes et des forêts de l'Afrique de l'Ouest. Contrairement aux chasseurs-cueilleurs d'Afrique centrale qui vivent dans des zones plus isolées des forêts, les chasseurs-cueilleurs d'Afrique de l'Ouest vivent probablement dans des zones plus ouvertes.
Après avoir persisté jusqu'à 950 après J.-C., ou quelque temps après 1500 après J.-C., les chasseurs-cueilleurs restants, dont beaucoup habitent la région de forêt-savane guinéenne, sont finalement absorbés par les groupes d'agriculteurs ouest-africains.

## Pléistocène
Plusieurs sites d'Afrique de l'Ouest ont livré des occupations anciennes : à Ounjougou, au Mali (de 69 050 à 57 050 avant J.-C., de 57 050 à 26 050 avant J.-C.), dans la vallée du Falémé, au Sénégal (fin de la période MIS 5), à Tiemassas, au Sénégal (de 60 050 à 23 050 avant J.-C.),, à Birimi, au Ghana (de 48 050 à 18 050 avant J.-C.), à Missira (période MIS 4), à Toumboura, au Sénégal (31 050 avant J.-C.) ,, à Laminia, en Gambie (de 22 050 à 19 050 avant J.-C.), à Ndiayène Pendao, Sénégal (9 650 avant J.-C.),, et Saxonomunya (9 050 avant J.-C.), près de Falémé, au Mali. Il existe également des preuves limitées de présence au Paléolithique moyen à Ounjougou, au Mali, entre 189 050 et 128 050 avant J.-C.. Les industries du Paléolithique moyen subsistent jusqu'au début de l'Holocène.
Dès 59 050 avant J.-C., les chasseurs-cueilleurs ouest-africains commencent peut-être à migrer au sud de la savane soudanienne occidentale, et, dès 23 050 avant J.-C., ils s'installent près de la côte de l'Afrique de l'Ouest et de la zone sahélienne (par exemple, Baie du Lévrier, Mauritanie ; Tiemassas, Sénégal ; Vallée inférieure du fleuve Sénégal).
Avant 30 050 avant J.-C., ou vers 28 050 avant J.-C , les chasseurs-cueilleurs d'Afrique de l'Ouest vivent dans les forêts de l'ouest de l'Afrique centrale   (par exemple, avant 30 050 avant J.-C. à Shum Laka en 10 050 avant J.-C. au Cratère de Mbi). Une période Ogolienne excessivement sèche se déroule entre 18 050 et 10 050 avant J.-C. Vers 13 050 avant J.-C, le nombre d'établissements des Africains de l'Ouest du Paléolithique moyen diminue en raison des conditions de plus en plus humides, de l'expansion de la forêt ouest-africaine, et du plus grand nombre d'établissements des chasseurs-cueilleurs d'Afrique de l'Ouest de la fin de l'âge de pierre. Les peuples utilisant des macrolithes du Paléolithique moyen tardif (comme les fossiles d'Iwo Eleru ou les fossiles humains modernes ), qui vivent en Afrique centrale, en Afrique centrale occidentale et en Afrique de l'Ouest, sont déplacés par des Africains utilisant des microlithes au Paléolithique supérieur lors de leur migration de l'Afrique centrale vers l'Afrique de l'Ouest. Entre 14 050 et 10 050 avant J.-C., les Africains de l'Ouest du Paléolithique supérieur commencent à habiter les régions forestières de l'est et du centre de l'Afrique de l'Ouest (par exemple, le Ghana, la Côte d'Ivoire, le Nigeria ;entre 16 050 et 11 050 avant J.-C. à Temet West et Asokrochona dans le sud du Ghana, 11 100 ± 230 avant J.-C. à Bingerville dans le sud de la Côte d'Ivoire, 9250 ± 200 avant J.-C. à Iwo Eleru au Nigeria) . Vers 9 050 avant J.-C., les premiers établissements des Africains de l'Ouest du Paléolithique moyen et les premiers établissements des chasseurs-cueilleurs d'Afrique de l'Ouest du Paléolithique supérieur apparaissent dans la région la plus occidentale de l'Afrique de l'Ouest (par exemple, la vallée du Falémé, au Sénégal).

## Holocène

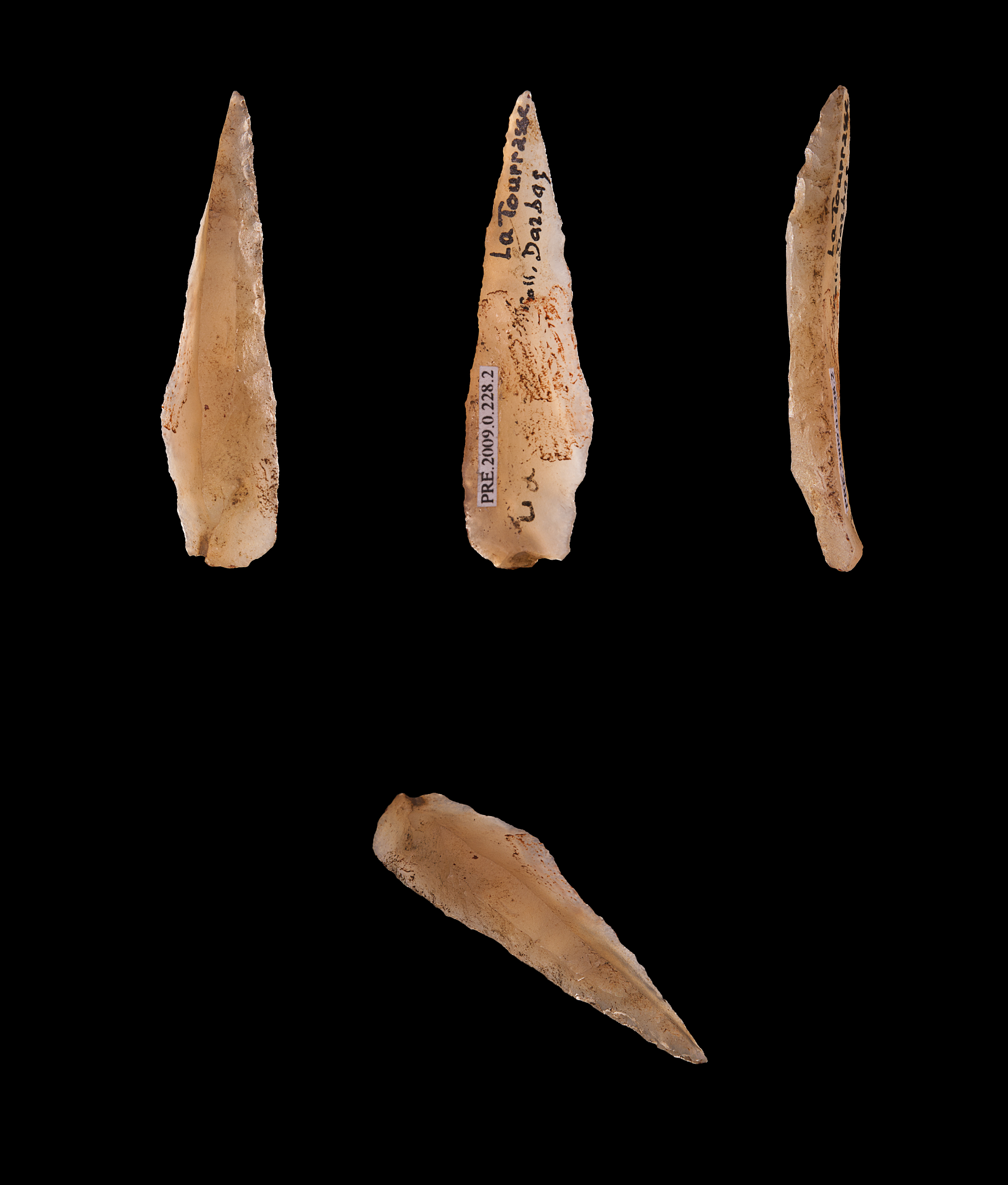
Une pointe de projectile microlithique, un très petit outil en pierre

Entre 10 050 et 6 050 avant J.-C., les chasseurs-cueilleurs d'Afrique de l'Ouest migrent probablement de la Côte de Guinée vers le nord de l'Afrique de l'Ouest   (jusqu'au Mali, au Burkina Faso, et en Mauritanie), comme en témoignent leurs industries microlithiques (par exemple, quartz, grès). Au début de l'Holocène, ils développent peut-être des industries lithiques sahéliennes, du Sénégal au Niger, provenant soit d'une tradition lithique subsaharienne distincte, soit de la tradition lithique de Shum Laka au Cameroun.
Au 10e millénaire avant notre ère, les locuteurs nigéro-congolais adoptent une stratégie de subsistance à Ounjougou, au Mali. Avant 9400 avant notre ère, ils créent et utilisent indépendamment une technologie céramique avancée  , (par exemple, poterie, pots) pour contenir et cuire des céréales (par exemple, Digitaria exilis, mil à chandelle) ,,, . Au cours du dixième millénaire avant notre ère, les Africains de l'Ouest utilisant des microlithes migrent et s'installent à Ounjougou aux côtés des Ouest-Africains qui y résident déjà. Parmi deux zones culturelles existantes, les Ouest-Africains résidents sont issus d'une zone culturelle englobant la région saharienne (par exemple, Ténéré, Niger/Tchad ; Montagnes de l'Aïr, Niger ; Montagnes d'Acacus, Libye/Algérie ; Tagalagal, Niger ; Temet, Niger)  et les Africains de l'Ouest utilisant des microlithes appartenaient à une zone culturelle englobant la région forestière de l'Afrique de l'Ouest.
À la suite de leur expansion vers le nord depuis les refuges côtiers de l'Afrique de l'Ouest, les chasseurs-cueilleurs d'Afrique de l'Ouest arrivent et commencent à s'installer à Korounkorokale, au Pays Mandé, au Mali, où ils pratiquent la chasse et la pêche. Vers 4000 avant notre ère, ils développent l'ocre rouge, utilisée pour peindre des poteries, des bijoux ou des pictogrammes, a été développée par les chasseurs-cueilleurs d'Afrique de l'Ouest, probablement à la suite d'interactions avec des populations des zones lacustres au nord-est. Avec l'utilisation accrue de pierres broyées, et donc, le développement culturel de l'utilisation de la végétation pour l'alimentation, l'utilisation de projectiles en pierre diminue, de même que les pratiques de chasse. En 700 de notre ère, avec l'établissement de Niani, Korounkorokale est intégré dans le Royaume de  Kangaba. Les chasseurs-cueilleurs d'Afrique de l'Ouest et leurs anciennes traditions culturelles persistent peut-être peu de temps après, car ils sont entièrement acculturés, et les traditions métallurgiques et potières des Malinké deviennent prédominantes.
Au milieu de l'Holocène, les chasseurs-cueilleurs d'Afrique de l'Ouest continuent de vivre le long des rivières et dans les forêts côtières de l'Afrique de l'Ouest. Leurs industries lithiques ont peu de présence au nord de la frontière entre la savane soudanienne occidentale et le Sahel, ce qui peut indiquer qu'elle sert de barrière environnementale naturelle à leur mode de vie de chasseurs-cueilleurs très mobile. L'utilisation accrue de la céramique chez eux est également constatée, comme en témoignent les céramiques datées de 3 420 ± 100 avant J.-C. dans la grotte de Bosumpra, au Ghana, et de 2 230 ± 160 avant J.-C. dans le cratère de Mbi, au Cameroun. Tout en maintenant probablement leur culture de chasse-cueillette, ils utilisent de plus en plus la flore locale (par exemple, l'huile de palme, les tubercules).
L'augmentation des interactions entraîne peut-être l'adoption de la poterie et de la production de pierres polies, ce qui conduit à la diffusion de ces pratiques culturelles chez d'autres chasseurs-cueilleurs ouest-africains. De plus, certains chasseurs-cueilleurs ouest-africains adoptent peut-être le pastoralisme. À mesure qu'ils s'acculturent de plus en plus et se mêlent aux agriculteurs plus nombreux, certains chasseurs-cueilleurs d'Afrique de l'Ouest, plus au sud, continuent peut-être leurs cultures de chasse-cueillette et/ou de culture de légumes de base. Finalement, même ces chasseurs-cueilleurs socialement organisés sont probablement acculturés et se mélangent aux agriculteurs ouest-africains environnants plus nombreux.
Des sites au Ghana (par exemple, Ntereso, Kintampo, Daboya) fournissent un exemple de contact de groupe vers 1 550 avant J.-C., comme en témoignent les industries microlithiques de Punpun qui apparaissent à proximité des pointes de projectiles sahariens, des perles, des innovations lithiques (par exemple, les anneaux de bras en pierre, les petites haches en pierre) et du bétail . Plutôt que de remplacer les chasseurs-cueilleurs d'Afrique de l'Ouest, il semble y avoir une fusion de groupes, comme à Kintampo, où des preuves d'adaptation aux conditions de subsistance de la région forêt-savane de l'Afrique de l'Ouest sont constatées.
Les cultures domestiquées (par exemple, le mil à chandelle, le niébé, de grandes quantités de palmiers à huile) sont disponibles dans les abris sous roche (par exemple, les sites B, K6), près de la mosaïque forêt-savane guinéenne, dans la région sud du centre du Ghana. Les agriculteurs ouest-africains de Kintampo et les chasseurs-cueilleurs ouest-africains de Punpun sont des peuples migratoires qui s'installent dans ces sites de manière saisonnière pour diverses raisons (par exemple, la production d'huile de palme), comme en témoignent les différentes façons dont la flore est située dans les abris sous roche. Ils migrent peut-être vers le sud près de la région forestière ou se dispersent en plus petits groupes pendant les saisons arides.
Diverses activités (par exemple, la production de ressources locales) se déroulent dans des zones partiellement peuplées des régions de savane et de forêt. Les parties sud de la région forestière, près de Kintampo, peuvent être inadaptées aux techniques de subsistance pour la culture des plantes domestiquées (par exemple, le mil perlé) venant de la région de l'Afrique du Nord. En conséquence, les techniques de subsistance s'adaptent à l'environnement naturel de la région forestière, et des cultures locales (par exemple, le palmier à huile, les ignames) peuvent être introduites dans les pratiques agricoles habituelles. Une adaptation réussie à l'écologie locale semble se produire, depuis la partie sud de la région forestière jusqu'à la région côtière de l'Afrique de l'Ouest.
Les agriculteurs ouest-africains établissent probablement des relations mutuelles avec les chasseurs-cueilleurs ouest-africains. En conséquence, ces derniers fournissent probablement aux agriculteurs des noix riches en huile et en vitamine A, comme source locale de nourriture. De plus, les agriculteurs acquièrent peut-être des connaissances et des stratégies de subsistance forestière des chasseurs-cueilleurs.
À l'exception de certaines parties de l'Afrique de l'Ouest (par exemple, Ntereso, Kintampo), avant la fin du premier millénaire avant J.-C., les chasseurs-cueilleurs ouest-africains, étant le groupe culturel le plus largement répandu de populations socialement organisées, sont probablement le seul groupe à peupler les régions de forêt et de savane de l'Afrique de l'Ouest. L'expansion des chasseurs-cueilleurs vers le nord, vers la région sahélienne du Moyen Niger, conduit à une interaction avec les populations venant du nord. Avant la rencontre initiale avec les populations migrantes du nord, les chasseurs-cueilleurs pourraient déjà pratiquer une agriculture de base des tubercules ainsi que l'utilisation d'Elaeis guineensis et de Canarium schweinfurthii. Après le début de l'interaction, certains chasseurs-cueilleurs acquièrent peut-être des connaissances sur la production de poterie et de pierres polies, qui se répandent ensuite plus au sud chez d'autres chasseurs-cueilleurs, tandis que d'autres acquièrent des connaissances sur le pastoralisme. L'interaction continue peut entraîner une acculturation supplémentaire (par exemple, la perte des langues des chasseurs-cueilleurs ouest-africains).
Des groupes isolés de chasseurs-cueilleurs continuent probablement de vivre dans la région des montagnes du Pays Mandé après le développement de la métallurgie. Ils peuvent même adopter des pratiques métallurgiques adaptées culturellement, tout en maintenant leurs anciennes traditions lithiques. Une continuité culturelle, via les industries lithiques des chasseurs-cueilleurs isolés de la région forêt-savane, est présente à travers l'Afrique de l'Ouest jusqu'à la fin du premier millénaire après J.-C. L'abri de Kamabai, en Sierra Leone, contient des microlithes de quartz datés de 810 ± 95 après J.-C. Au Mali, des microlithes de quartz sont datés de 570 ± 80 après J.-C. à Nyamanko et de 980 ± 105 après J.-C. à Korounkorokale. Kariya Wuro, au Nigeria, contient des microlithes de quartz datés de 1000 ± 30 après J.-C. Après avoir persisté jusqu'à la fin du premier millénaire après J.-C., de nombreux chasseurs-cueilleurs restants sont probablement absorbés dans de plus grands groupes d'agriculteurs ouest-africains.

## Pygmées d'Afrique de l'Ouest
Selon la littérature européenne ancienne du XVIe siècle, les pygmées d'Afrique de l'Ouest vivent dans toute l'Afrique de l'Ouest (par exemple en Sierra Leone et au Libéria).
En 1500 de notre ère, lorsque le peuple Dogon entre dans les falaises de Bandiagara, il rencontre des pygmées d'Afrique de l'Ouest connus sous le nom de Tellem.
Les peuples Mandé (par exemple Soninké, Malinké) et Dogon ont des traditions orales concernant les pygmées ouest-africains (par exemple Tellem). Chez les Dogon, même avant les Tellem, il y avait des groupes (par exemple, Yeban, Andoumboulou) encore plus anciens. Les peuples à économie basée sur l'eau (par exemple, Bozo, Sorkawa), réputés être parmi les premiers colons du fleuve Niger, reconnaissent qu'il y avait des peuples installés encore plus tôt - les « hommes rouges ».
L'histoire orale de nombreux Ouest-Africains modernes raconte que leurs ancêtres étaient des pygmées ouest-africains. Chez les Sousou, en Guinée, les pygmées d'Afrique de l'Ouest sont connus sous le nom de Doki. Chez les Wolof, sous le nom de Kondrong, qui vivent dans la région forestière. Chez les Malinké, sous le nom de Komo Koudoumi. Au Libéria, sous le nom de Jinna.
Parmi les Africains de l'Ouest modernes (par exemple Mende de Sierra Leone, Guéré de Côte d'Ivoire), il existe une histoire orale de leurs ancêtres rencontrant des pygmées ouest-africains. Compte tenu des variations de taille parmi les Ouest-Africains modernes vivant dans la région forestière, cela peut indiquer que des mélanges ont eu lieu entre les pygmées ouest-africains et les ancêtres migrants vers le sud des Ouest-Africains modernes venant de la région de savane.

## Langues
Les chasseurs-cueilleurs d'Afrique de l'Ouest parlaient peut-être un ensemble de langues d'Afrique de l'Ouest subsaharienne actuellement disparues . Dans la région nord-est du Nigeria, le jalaa, une langue isolée, pourrait être une langue descendante du ou des ensembles originaux de langues parlées par les pygmées d'Afrique de l'Ouest.

## Génétique

### Cameroun
L'ADN ancien de deux chasseurs-cueilleurs de la grotte de Shum Laka datés de 6050 av. J.-C. et de deux chasseurs-cueilleurs de Shum Laka datés de 1050 av. J.-C. a été analysé
Les haplogroupes d'ADN mitochondrial et de chromosome Y trouvés chez les anciens chasseurs-cueilleurs de Shum Laka étaient des haplogroupes d'Afrique subsaharienne. Deux chasseurs-cueilleurs de Shum Laka plus anciens appartenaient à l'haplogroupe L0a2a1, largement distribué parmi les populations africaines modernes, et deux chasseurs-cueilleurs de Shum Laka plus récents appartenaient à l'haplogroupe L1c2a1b, distribué à la fois parmi les agriculteurs et les chasseurs-cueilleurs modernes d'Afrique de l'Ouest et d'Afrique centrale. Un chasseur-cueilleur plus ancien de Shum Laka appartenait à l'haplogroupe B, et un chasseur-cueilleur plus récent de Shum Laka appartenait à l'haplogroupe B2b. Ensemble, en tant que macrohaplogroupe B, ils sont distribués parmi les chasseurs-cueilleurs modernes d'Afrique centrale (par exemple, Baka, Bakola, Biaka, Bedzan).
Le mélange autosomal des quatre enfants chasseurs-cueilleurs anciens de Shum Laka est d'environ 35 % de chasseurs-cueilleurs d'Afrique centrale occidentale et d'environ 65 % de Basal West African, soit un mélange composé d'un composant de chasseurs-cueilleurs d'Afrique centrale occidentale moderne, d'un composant d'Afrique de l'Ouest moderne existant localement avant 6050 av. J.-C., et d'un composant d'Afrique de l'Est/Afrique de l'Ouest moderne probablement en provenance du nord des régions du Sahel et du Sahara.
Les deux chasseurs-cueilleurs de Shum Laka de 6050 av. J.-C. et les deux chasseurs-cueilleurs de Shum Laka de 1050 av. J.-C. montrent une discontinuité de population dans la région. Les peuples modernes du Cameroun sont plus étroitement liés aux Africains de l'Ouest modernes qu'aux anciens chasseurs-cueilleurs de Shum Laka. Les chasseurs-cueilleurs camerounais modernes, bien qu'en partie descendants, ne descendent pas largement des chasseurs-cueilleurs de Shum Laka, en raison de l'absence apparente de descendance des Africains de l'Ouest basaux.
L'expansion bantoue est originaire d'un foyer de locuteurs bantous situé dans l'ouest du Cameroun, dont Shum Laka fait partie. En 1050 av. J.-C., l'expansion bantoue avait déjà probablement commencé. Cependant, les chasseurs-cueilleurs anciens de Shum Laka échantillonnés - deux de 6050 av. J.-C. et deux de 1050 av. J.-C. - montrent que les locuteurs bantous sont distincts des anciens chasseurs-cueilleurs de Shum Laka, montrant ainsi que ces derniers n'étaient pas la population source ancestrale des peuples bantous modernes.
Alors que les chasseurs-cueilleurs d'Afrique australe sont généralement reconnus comme étant le groupe humain moderne le plus basal, ayant divergé des autres groupes vers 248 050 av. J.-C. - 198 050 av. J.-C., l'échantillonnage des anciens chasseurs-cueilleurs de Shum Laka montre que les chasseurs-cueilleurs d'Afrique centrale ont probablement divergé à une époque similaire, sinon même plus tôt.